# Тамара Кусовац
Тамара Кусовац (Београд, 1970) српски је дизајнер и сликар.

## Биографија
Дипломирала је на Вишој школи ликовних и примењених уметности. Као самостални уметник, више деценија слика на платну, стаклу, керамици, дрвету и намештају. Идејни је творац фигуре сове - чуваркуће. Добитник је награде на конкурсу за сувенир града Димитровграда. Остварила је радове у савременим медијима видео и мултимедијална скулптура. Води ауторску рубрику у магазину Мој стан и пише стручне савете за бројне штампане и онлајн медије.
Од 1996. године стални је сарадник Културног центра Београда. Више година је члан УЛУПУДС-а - одсек сликарство.
Стална поставка њених радова се налазе у Галерији Сингидунум и у њеној Галерији у улици Деспота Стефана у Београду..

## Хуманитарне изложбе и акције
- Донатор ручно сликаног намештаја социјално угроженим породицама у емисији „Радна акција“, тв Прва
- „Уметници за Јапан“, СЦ Ушће као аутор и учесник хуманитарне изложбе,
- Организатор и учесник многих хуманитарних изложби као помоћ социјално угроженим породицама са Косова, помоћ деци оболелој од малигних болести „Нурдор”, „Belhospice” и друге.[4]

## Изложбе
- Групна изложба у Галерији Прогрес, Београд
- Израда сувенира с мотивима Београда за Галерију „Калемегданска тврђава”
- Учесник аукцијске изложбе ускршњих јаја, Галерије Перо, Београд
- Кад кровови кафенишу, самостална изложба слика у Новом Саду,[5]
- Два пута самостална изложба слика и декоративних производа у СЦ Ушће - изложбу је отворио Никола Кусовац
- Сазвежђа, продајна изложба у галерији Сингидунум, 10. октобра 2016. Део прихода од 30% ишло је BELhospice-у, за изградњу објекта на Звездари за болеснике у термалној фази, са бесплатном медицинском негом. Изложбу је отворио Никола Кусовац.[6][7]
- Одломци времена, самостална изложба у галерији уметничког удружења ДивАрт, Београд[8]
- Више пута учесник на групним изложбама УЛУПУДС-а: Београд – град у коме ставарам, Минијатура 5, Мали формат..., као и на другим колективним изложбама (Народна банка изложба Уметност данас, Клуб Плато, изложба АртЛинк колекције у Установи културе Пароброд, Inspiring Autumn...)
- Групна изложба, Културни центар Новог Сада

## Галерија радова (избор)
- Јутро добрих вести, 100x100cm
- Доминикана, 110x80cm
- Срећно острво, 130x90cm
- Cinqueterre, 50x40cm
- Младенци, на дрвету, висина 13cm
- Време, на дрвету 30x15cm
- Србин и Србијанка, на дрвету, висина 22cm
- Боје живота, 50X50cm
- Дрвено јаје, 15x33cm
- Дрвено јаје I, 15x33cm
- Гласник љубави, 50X50cm
- Летња песма, 90x90cm
- Магија II, 50X50cm
- Надахнуће, 50X50cm
- Одјек, 60X60cm
- Праскозорје, 60X60cm
- Само љубав, 40x40cm
- У запису времена (детаљ), 120x60cm